# Tremmell Darden
Tremmell Lequincy Dushun Darden (* 17. Dezember 1981 in Inglewood) ist ein US-amerikanischer Basketballspieler. Er spielt für gewöhnlich auf den Positionen des Small Forwards oder des Shooting Guards.

## Laufbahn
Tremmell Darden begann seine Laufbahn in der Schulmannschaft der Las Vegas High School in Las Vegas (US-Bundesstaat Nevada). Nach seinem Abschluss im Jahr 2000 ging er auf die Niagara University, wo er bis 2004 für die Niagara Purple Eagles in der Metro Atlantic Athletic Conference der NCAA spielte. Seine erfolgreichste Saison hatte er 2003/04, als er mit seiner Mannschaft das Conference-Finale erreichte und ins All-Tournament Team gewählt wurde.
Seine erste Profisaison absolvierte Darden 2004/05 in der türkischen TBL für Erdemir Ereğli SK. Nach einem Jahr wechselte er nach Belgien zu den Leuven Bears und 2006 zum Spirou BC Charleroi, mit dem er 2007/08 den ULEB Cup bestritt und den belgischen Meistertitel gewann. Nach einem Jahr in der australischen NBL, wo er mit den South Dragons ebenfalls die Meisterschaft gewann, kehrte Darden nach Europa zurück. Für die französischen Klubs Strasbourg IG und SLUC Nancy Basket bestritt er jeweils eine Saison und errang mit letzterem 2010/11 den Meistertitel in der LNB.
Zur Saison 2011/12 wechselte Darden zum spanischen Klub Unicaja Málaga. Mit der Mannschaft debütierte er am 20. Oktober 2011 in der EuroLeague, wo man die Runde der letzten 16 erreichte. Die spanische Liga ACB beendete Unicaja jedoch nur auf dem enttäuschenden neunten Platz. Im Sommer 2012 unterschrieb Darden beim litauischen Spitzenklub Žalgiris Kaunas und gewann auf Anhieb den nationalen Supercup. Im März 2013 verpflichtete ihn der spanische Rekordmeister Real Madrid um den verletzte Martynas Pocius bis Saisonende zu ersetzen. Mit den „Königlichen“ gewann er durch ein 3:2 im Final-Playoff gegen den FC Barcelona die Meisterschaft. In der folgenden Spielzeit feierte er mit seiner Mannschaft Siege im spanischen Supercup sowie im Pokal, in der Meisterschaft scheiterte Real Madrid ebenso wie in der Euroleague erst jeweils im Endspiel.
Im Juli 2014 unterschrieb Darden einen bis 2016 laufenden Vertrag bei Olympiakos Piräus. Er spielte danach bei Besiktas Istanbul, Red October Cantu und Giants Antwerpen. In den Spielzeiten 2018/19 und 2019/20 lief Darden für den Mitteldeutschen BC in der Basketball-Bundesliga auf, wobei er jeweils während der bereits laufenden Saison nachverpflichtet wurde (November bzw. Januar). Mitte Oktober 2020 wurde Darden von den MHP Riesen Ludwigsburg unter Vertrag genommen. Im Sommer 2022 kehrte er zum Mitteldeutschen BC zurück. Ende 2022 kündigte er sein voraussichtliches Karriereende mit inzwischen 41 Jahren an. Im Herbst 2023 war er als Trainingsspieler für drei Wochen beim FC Bayern München.
Anfang Januar 2024 wurde Darden im Alter von 42 Jahren vom abstiegsbedrohten Bundesligisten Crailsheim Merlins unter Vertrag genommen. Er verpasste mit der Mannschaft den Klassenerhalt.

## Erfolge und Ehrungen
Real Madrid
- Spanische Meisterschaft: 2012/13
- Spanischer Pokal: 2013/14
- Spanischer Supercup: 2013

Žalgiris Kaunas
- Litauischer Supercup: 2012

SLUC Nancy
- Französische Meisterschaft: 2010/11

South Dragons
- Australische Meisterschaft: 2008/09

Spirou Charleroi
- Belgische Meisterschaft: 2007/08

Ehrungen
- Metro Atlantic Athletic Conference All-Tournament Team: 2003/04